# Wojciech Nowicki
Wojciech Nowicki (Białystok, 1989. február 22. –) olimpiai és Európa-bajnok, világbajnoki ezüstérmes lengyel atléta, kalapácsvető. Győzni tudott a 2021-ben a tokiói olimpián, valamint három Európa-bajnokságon is.

## Pályafutása
Nowicki középiskolás korában kezdett kalapácsvetéssel foglalkozni.
Első nemzetközi versenye a 2011-es U23-as Európa-bajnokság volt, ahol 72,20 méteres dobásával az ötödik helyen végzett. Világbajnokságon először 2015-ben szerepelt, ahol 78,55 méteres eredménnyel lett bronzérmes. A 2016-os Európa-bajnokságon Amsterdamban  ismét bronzérmet szerzett. Kijutott a Rio de Janeiro-i olimpiára, ahol 77,73 méterrel lett harmadik helyezett. Lengyel bajnokságot először 2017-ben tudott nyerni, azt megelőzően jellemzően Paweł Fajdek mögött végzett második helyen.
A 2017-es világbajnokságon újabb bronzérmet szerzett, majd a 2018-as Európa-bajnokságon megszerezte első világversenyen szerzett bajnoki címét. Az ezt követő két Európa-bajnokságon is győzni tudott.
2021-ben a tokiói olimpián a selejtezőből a legjobb eredménnyel, 79,78 méterrel jutott döntőbe. A döntőben hat kísérletéből öt volt sikeres, mindegyik dobása 80 méter fölé szállt. Harmadik próbálkozására ért el 82,52 métert, amivel megnyerte a versenyt. Ez az eredménye számít egyéni legjobbjának. Az olimpia után megvált addigi edzőjétől, Malwina Sobierajskától, felkészítését a korábbi női világbajnoki ezüstérmes Joanna Fiodorow vette át.
2022-ben is és 2023-ban is ezüstérmes lett a világbajnokságon, előbbin Fajdek, utóbbin Ethan Katzberg mögött.

## Egyéni legjobbjai
| Versenyszám   | Eredmény | Helyszín     | Időpont            |
| ------------- | -------- | ------------ | ------------------ |
| kalapácsvetés | 82,52 m  | Tokió, Japán | 2021. augusztus 4. |